# Jeanette Bonnier
Johanna Margareta Jeanette Bonnier, född den 23 januari 1934 i Oscars församling i Stockholm, död den 16 april 2016 i Engelbrekts distrikt i Stockholm, var en svensk journalist, manusförfattare, författare och gallerist. Hon var en av Bonnierkoncernens huvudägare och är känd som grundare av Bonniers konsthall.

## Biografi
Jeanette Bonnier var dotter till Albert Bonnier Jr och Birgit Flodquist samt syster till Charlotte Bonnier och halvsyster till Joakim Santesson. Hennes farfar var Tor Bonnier och morfar Lars Flodquist.
Bonnier började tidigt arbeta inom Bonnierföretagen. Bland annat verkade hon vid Åhlén & Åkerlunds annonsavdelning. Hon blev allmänreporter på Expressen 1952 och var också reporter på Bildjournalen, Veckojournalen och Filmjournalen. Hon var chef för modemagasinet Eva – Bonniers månadstidning. I slutet av 1960-talet flyttade hon till New York och var där chef för varuhuset Bonniers Ink. och gallerist tillsammans med Jan Eric Löwenadler. Hon var även bosatt i Portugal under några år.
På senare år satt hon bland annat i styrelserna för AB Svensk Filmindustri, Expressen och Dagens Nyheter.
Hon var gift tre gånger: första gången 1958–1961 med läkaren Bengt Thomasson (1924–2001) och andra gången 1964–1970 med regissören Hans Dahlin. Hon var sedan sambo i New York med skådespelaren Kevin McCarthy (1914–2010). Hon var gift tredje gången 1974–1988 med Jörn Donner (1933–2020).
Hennes enda barn, Maria Dahlin, omkom i en bilolycka 1985. Till dotterns minne grundade hon 1985 Maria Bonnier Dahlins stiftelse, vilken bland annat har grundat och driver Bonniers konsthall i Stockholm. De är begravda på Dalarö begravningsplats.

## Filmografi

### Manus
- 1980 - Kärleken (som Jeanette Donner)

### Skådespelare
- 1940 - Hans Nåds testamente

### Biträdande producent
- 1978 – Män kan inte våldtas (som Jeanette Donner)